# Beatrice Ottinelli
Beatrice Ottinelli (Napoli, XVI secolo – Fondi, dopo il 23 febbraio 1616) è stata una nobile e mecenate italiana vissuta nel Regno di Napoli.

## Biografia
Esponente della famiglia Ottinelli da secoli radicata nella terra de Le Fratte (oggi Ausonia), in alta Terra di Lavoro, Beatrice si definisce Neapolitana nell'iscrizione incisa nel fregio della cappella eretta nel 1613 in Santa Maria Assunta a Fondi: Beatri[x] Ottin[ella Neap(olitana) piæ devot]ionis monime(n)tu(m) extare voluit ann(o) D(omi)ni M D CXIII. Ai due lati dell'arco in piperno della stessa cappella è scolpito lo stemma degli Ottinelli di Ausonia: una pigna sormontata da tre stelle a sei punte, molto simile a quello che orna la tomba di Mario Ottinelli (1533-1565) nella chiesa di S. Maria del Piano a Ausonia, in cui le stelle hanno otto punte. È comunque innegabile un suo legame di parentela con il giurista e poeta napoletano Fabio Ottinelli (ca. 1520 - ca. 1600), il quale amava definirsi anche Fractensis, cioè originario de Le Fratte (Ausonia).
Beatrice si trasferì a Fondi in seguito al matrimonio con il dottore in utroque iure Giovanni Battista Lisio, membro della nobiltà locale, il quale morì intorno al 1609 senza figli viventi lasciandole l'usufrutto di una ricca eredità destinata ai nipoti. Della vita di Beatrice a Fondi si sa molto poco: risulta che prima del 1599 donò alla chiesa della Madonna del Soccorso una tovaglia da altare di seta rossa e gialla su cui erano le lettere B e O, le sue iniziali. Nel 1613 fece rifare ex novo la suddetta cappella della famiglia Lisio dedicata alla “Madonna degli Angeli o della Grazia” nella chiesa di S. Maria Assunta, dove trovò sede la statua lignea della "Madonna del Cielo" commissionata dall'Universitas di Fondi allo scultore napoletano Aniello Stellato, che la realizzò nel 1611.
La sua morte è collocabile dopo il 23 febbraio 1616, data dell'ultimo atto notarile noto in cui agisce.